# Tawhid
Tawhid (arabisk: توحيد) er islams tro på Guds (Allahs) enhed. Dette begreb indikerer den muslimske afstandtagen fra kristendommens lære om Treenigheden (trinitas), hvor Gud Fader, Guds Søn og Gud Helligånd er tre "personer" i den ene guddom.
Med andre ord mener muslimer, at den kristne treenighedsopfattelse er et udtryk for shirk (polyteisme) – og dermed ensbetydende med blasfemi. Ifølge mange muslimer er menneskets største synd at sætte en partner ved Guds side – sådan som de kristne efter islams opfattelse gør det, når de sidestiller Gud og Jesus.
At Gud er én, betyder derfor, at Gud ikke kan deles op i mindre enheder. Ligeledes at man ikke kan sidestille eller sammenligne nogen eller noget med ham.
Dette monoteistiske samt monistiske dogme ekspliciteres i Koranens Sura 112, der bl.a. lyder:
"Han (Allah, red.) er Gud. Den ene. Den selvtilstrækkelige. Han avlede ingen. Ej heller er Han selv blevet avlet. Ingen er sammenlignelig med Ham."